# Distretto di Ialibu-Pangia
Il distretto di Ialibu-Pangia, in inglese Ialibu-Pangia District, è un distretto della Papua Nuova Guinea appartenente alla Provincia degli Altopiani del Sud. Ha una superficie di 2.412 km² e 66.000 abitanti (stima nel 2000)